# Umberto Cagni

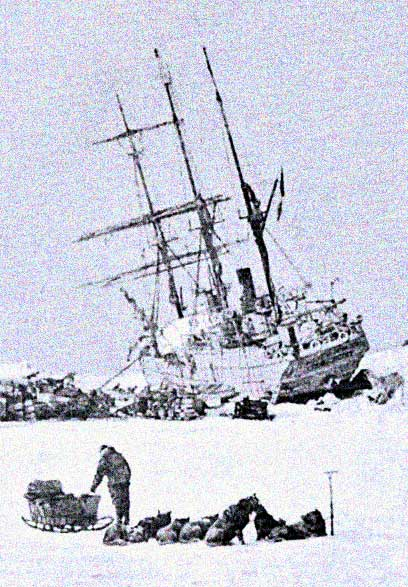
Stella Polare i isen 1899

Umberto Cagni, född 24 februari 1864 i Asti, död 22 april 1932 i Genua, var en italiensk polarfarare och sjömilitär.
Umberto Cagni blev 1881 officer och åtföljde 1897 hertig Ludvig Amadeus på dennes expedition för bestigning av Mount Saint Elias i Alaska. Då Ludvig Amadeus 1899 organiserade en expedition för att från Frans Josefs land söka nå Nordpolen, blev Cagni åter hans närmaste man. Sedan Ludvig Amadeus vid en slädfärd förfrusit sina fingrar, kom det på Cagnis lott att leda framstöten med slädar mot polen, och han lyckades därvid den 25 april 1900 att nå 86° 34', den nordligaste punkt, som dittills någon människa uppnått. Cagni, som 1911 blev konteramiral och 1916 viceamiral, tjänstgjorde under Första världskriget som chef för marinstaben och var högste befälhavare över sjöstridskrafterna i Medelhavet. 
Cagni blev 1901 utländsk ledamot av Svenska sällskapet för antropologi och geografi. 